# Wolkonski (Adelsgeschlecht)

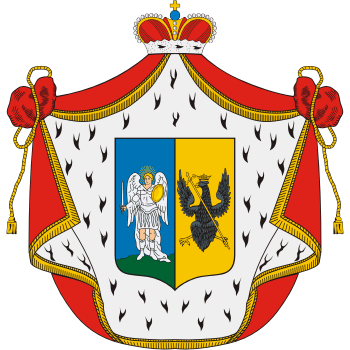
Familienwappen

Die Familie Wolkonski (russisch Волконский; wiss. Transliteration Volkonskij) ist ein russisches Fürstengeschlecht.

## Geschichte
Das Geschlecht stammt der Überlieferung nach vom russischen Reichsgründer Rjurik ab, und zwar von dem 1073 bis 1076 regierenden Großfürsten von Kiew, Swjatoslaw II., dem Enkel des Heiligen Wladimir von Russland. Großfürst Swiatoslaw II. war auch Gründer des Zweiges Tschernigow der Rurikiden. Fürst Iwan Juriewitsch erbte von seinem Vater, dem Fürsten Juri Michailowitsch von Torussa, mehrere Güter, darunter das Städtchen Wolkona, das dann namensgebend für diesen Zweig der Rurikiden wurde. Erste urkundliche Erwähnungen des Namens Wolkonski erscheinen bei den Fürsten Roman 1482 und Michail 1486. Durch zahlreiche Entscheidungen des Dirigierenden Senats in der Zeit von 1799 bis 1888 ist die Familie in ihrer Fürstenwürde bestätigt worden. Russische Verleihung des erblichen Titels Durchlaucht (Svietlost) erfolgte am 30. Augustjul. / 11. September 1834greg..

## Stammtafel  I.
Knes  Michail Fedorowitsch Wolkonski (russisch: Князь Михаил Фёдорович Волконский; * vor 1590; † 1629)
- Andrej Michailowitsch Wolkonski (* nach 1620; † 1668), Heerführer
  - Andrej-Michail Andrejewitsch (* nach 1640; † 1709), Heerführer
    - Michail Michailowitsch Andrejewitsch (* vor 1700; † 1758), Marineoffizier
    - Fedor-Michailowitsch Andrejewitsch (* vor 1680; † 1747)
      - Simeon Fedorowitsch Wolkonski (1703–1768 in Moskau), Generalleutnant
        - Grigori Semjonowitsch Wolkonski (* 1742; † 1824 in Sankt Petersburg), General der Kavallerie und Militärgouverneur
          - Nikolai Grigorjewitsch Repnin-Wolkonski, Adoptivsohn von Nikolai Wassiljewitsch Repnin (1734–1801), Linie Repnin-Wolkonski
          - Nikita Grigorjewitsch Wolkonski (* 1781 in Moskau; † 1844 in Assisi), Generalmajor ⚭ die Hofdame Sinaida Alexandrowna Wolkonskaja  (russisch:  Зинаи́да Алекса́ндровна Волко́нская, * 1792 in Dresden;  † 1862 in Rom), sie war eine geborene Fürstin Belosselski
            - Alexander Nikitajewitsch (1811–1878)

          - Sergei Grigorjewitsch Wolkonski (1788–1865), Generalmajor und Dekabrist
            - Michail Sergejewitsch Wolkonski (* 1832 in Tschita; † 1909 in Rom)
              - Andrei Michailowitsch Wolkonski (* 1933 in Genf; † 2008 in Aix-en-Provence), Komponist und Cembalist
                - Peeter Volkonski (* 1954), Schauspieler
                  - Immanuel Volkonski

              - Sergei Michailowitsch Wolkonski (* 1860 in Keila-Joa; † 1937 in Virginia), Musiker und Theaterpädagoge
              - Pjotr Michailowitsch Fürst Wolkonski  (1861–1948)
                - Michail Petrowitsch Wolkonski (* 1891 in Harju; † 1961 in Moskau)

              - Alexander Michailowitsch Wolkonski (* 1866 in Sankt Petersburg; † 1934 in Rom), russischer Oberst und Theologe
              - Wladimir Michailowitsch Wolkonski (* 1868; † 1953 in Nizza), Staatsmann
- Sergei Fjodorowitsch Wolkonski (1715–1784), russischer Generalmajor (Gründer der Stammtafel IV.)

## Stammtafel II.
Knes Fjodor Iwanowitsch Wolkonski (Князь Фёдор Иванович Волконский; * vor 1580; † 1630), Heerführer
- Iwan Chermny Fedorowitsch Wolkonski (*vor 1600; † 1641), Heerführer
  - Wladimir Iwanowitsch Wolkonski (* nach 1640; † 1697), Hofmeister
    - Dimitri Wladimirowitsch Wolkonski (* nach 1660; † 1704)
      - Alexander Dimitriwitsch Wolkonski (1698–1743), Marineoffizier
        - Petr Alexandrowitsch Wolkonski (1724–1801), Höherer Beamter
          - Michail Petrowitsch Wolkonski (1746–1805), General
            - Pjotr Michailowitsch Wolkonski (1776–1852), Baltische Linie, russischer Generalfeldmarschall

          - Dmitri Petrowitsch Wolkonski (1764–1812), russischer Generalleutnant
- Simeon Fjodorowitsch Wolkonski (* vor 1600; † 1644), Heerführer
- Wassili Fjodorowitsch Wolkonski (* vor 1600; † 1628)
- Fjodor Fjodorowitsch Wolkonski (* vor 1600; † 1665)

## Stammtafel III.
Knes Michail Konstantinowitsch Wolkonski (Михаил Константинович (Хромой) князь Волконский; † 1610)
- Lew Michailowitsch Wolkonski († 1650)
  - Fjodor Lewjewitsch Wolkonski (um † 1697)
    - Nikita Fjodorowitsch Wolkonski († 1740), Hofnarr der Kaiserin Anna Iwanowna und Kapitän in der Kaiserlich-russischen Armee
      - Michail Nikititsch Wolkonski (1713–1788), General en chef
      - Alexei Nikititsch Wolkonski (1720–1781), Generalmajor
        - Katharina Alexejewna Wolkonski (1754–1829) ⚭ Graf Alexei Iwanowitsch Mussin-Puschkin (1744–1817)
        - Nikolai Alexejewitsch Wolkonski (1757–1834), Generalleutnant
        - Petr Alexeijewitsch Wolkonski (1759–1827), Brigadier
          - Dmitri Petrowitsch Wolkonski (1794–1844)
            - Alexei Dmitriwitsch Wolkonski (1812–1823)

## Stammtafel IV.
Knes Sergei Fjodorowitsch Wolkonski (Князь Сергей Фёдорович Волконский; * 1715; † 1784 in Moskau), russischer Generalmajor, sein Vater war Fedor-Michail Andreijewitsch Wolkonski (* um 1680; † 1747, siehe Stammtafel I.)
- Michail Sergejewitsch Wolkonski (Князь Михаил Сергеевич Волконский; * 1745 in Moskau; † 1812)
  - Dmitri Michailowitsch Wolkonski (Князь Дмитрий Михайлович Волконский; * 1770 in Moskau; 1835 ebd.), russischer Generalleutnant
    - Michail Dmitriwitsch Wolkonski (Князь Михаил Дмитриевич Волконский; * 1811 in Moskau; 1875 ebd.), russischer Generalmajor
- Andrei Sergejewitsch Wolkonski (1746–18228)
- Alexander Sergejewitsch Wolkonski (Князь Александр Сергеевич Волконский; 1750–1811)
  - Alexei Alexandrowitsch Wolkonski (Князь Алексей Александрович Волконский; 1784–1832)
    - Alexander Alexejewitsch Wolkonski (1818–1865)
      - Nikolai Alexandrowitsch Wolkonski (* 1856)
        - Juri Nikolaijewitsch Wolkonski (1892–1954), russischer Marineoffizier

  - Nil Alexandrowitsch Wolkonski (1787–1805)
  - Juri Alexandrowitsch Wolkonski (* 1794)
  - Michail Alexandrowitsch Wolkonski (1798–1877)
    - Nikolai Michailowitsch Wolkonski (* 1823)
      - Michail Nikolajewitsch Wolkonski (1860–1917), Schriftsteller

  - Dmitri Alexandrowitsch Wolkonski (1790–1838), russischer Generalmajor
- Nikolai Sergejewitsch Wolkonski (1753–1821), russischer General der Infanterie ⚭ Katharina Dmitrinewa Fürstin Trubetskaja (1749–1821)
  - Maria Nikolainewna Wolkonski (1790–1830) ⚭ Nikolai Ilitsch Tolstoi (1794–1837)
    - Leo Tolstoi (1828–1910), Schriftsteller

## Stammtafel V.
Knes Timofei Michailowitsch Wolkonski († 1646)
- Iwan Timofejewitsch Wolkonski (* 1687)
  - Grigori Iwanowitsch Wolkonski (1670–1718)
    - Michail Grigorjewitsch Wolkonski († 1737)
      - Pjotr Michailowitsch Wolkonski (* 1723)
      - Alexander Michailowitsch Wolkonski (1726–1802)
        - Pjotr Alexandrowitsch Wolkonski (1754–1809)
          - Alexander Petrowitsch Wolkonski (* 1784)
          - Wladimir Petrowitsch Wolkonski († 1786)
          - Nikolai Petrowitsch Wolkonski (* 15. Februar 1789)
          - Wassili Petrowitsch Wolkonski (1794–1831)
            - Sergei Wassiljewitsch Wolkonski (* 1. Oktober 1819; † 24. August 1884)
              - Nikolai Sergejewitsch Wolkonski (1848–1910), Mitglied der Duma
              - Sergei Sergejewitsch Wolkonski (1856–1916), Mitglied der Duma

            - Viktor Wassiljewitsch Wolkonski (auch Victor Vassiliévitch Volkonsky; *6. November 1823; † 4. April 1884)
              - Wladimir Wiktorowitsch Wolkonski (auch Vladimir Victorovitch Volkonsky; * 25. Juni 1866; † 6. August 1914 in Sankt Petersburg), Mitglied der Duma

## Stammtafel VI.
Knes Semjon Romanowitsch Wolkonski († 1673)
- Grigori Semjowitsch Wolkonski († 15. August 1721)
  - Nikolai Grigorjewitsch Wolkonski († 1747)
    - Iwan Nikolajewitsch Wolkonski (1732–1764)
      - Grigori Iwanowitsch Wolkonski  (* 1759)
        - Boris Grigorjewitsch Wolkonski (* 12. Mai 1794; † 20. April 1861), russischer Kapitänleutnant
        - Nikolai Grigorjewitsch Wolkonsku (* 1797; † 28. November 1864)
        - Pjotr Grigorjewitsch Wolkonski (* 1803; † 14. Januar 1857), russischer Generalmajor
          - Nikolai Pjotrowitsch Wolkonski  (* 1842; † 28. Oktober 1896)
          - Michail Pjotrowitsch Wolkonski (* 11. Oktober 1846)
- Roman Semjonowitsch  Wolkonski
- Fjodor Semjonowitsch Wolkonski
- Iwan Semjonowitsch Wolkonski
- Stefan Semjonowitsch Wolkonski
- Wassili Semjonowitsch Wolkonski († 28. Juni 1659 in Konotop)

## Linie Repnin-Wolkonski
Knes Nikolai Grigorjewitsch Repnin-Wolkonski (Князь Николай Григорьевич Репнин-Волконский; * 1778 in Moskau; † 1845); Adoptivsohn von Nikolai Wassiljewitsch Repnin (1734–1810), General
- Wassili Nikolaijewitsch Repnin-Wolkonski (* 1805 in Moskau; † 1880), Höherer Beamter
  - Wadim Nikolaijewitsch Repnin-Wolkonski (* 1869; † 1912 in Batumi)
    - Igor Wadimowitsch Repnin-Wolkonski (* 1892 in Kiew; † 1970 in Clichy)

## Baltische Linie
Fürst Pjotr Michailowitsch Wolkonski (1776–1852) wurde 1839 in die Livländische- und Kurländische Ritterschaft aufgenommen. Sein Sohn Fürst Gregori Petrowitsch (1808–1882) heiratete 1838 die estländische Maria Gräfin von Benckendorff (1820–1880), diese war die Erbin von Schloss Fall, er wurde 1864 in die estländische Matrikel der Estländischen Ritterschaft eingetragen. Schloss Fall, mit den zugehörigen Beigütern Merremois und Käsaldas, welche zusammen ein Majorat bildeten, blieb bis 1920 in Familienbesitz.

### Baltische Stammtafel
Pjotr Michailowitsch Fürst Wolkonski (* 1776 in Sankt Petersburg; † 1852 ebd.), Generalfeldmarschall in der kaiserlich-russischen Armee⚭ Sophia Grigorijewna Wolkonski (1787–1868)
- Grigori Petrowitsch Wolkonski (* 1808 in Sankt Petersburg; † 1882 in Nizza, Wirklicher Staatsrat, Hofmeister am Zarenhof ⚭ 1. Ehe Maria Gräfin von Benckendorff (1820–1880), 2. Ehe Lydia Waxel (1834–1897)
  - Elisabeth Fürstin Wolkonski (1838–1897) ⚭ Michail Sergejewitsch Wolkonski (1832–1909), Oberhofmeister, Staatssekretär, Mitglied des Reichsrats, Senator
  - Peter Grigoriewitsch Fürst Wolkowski (* 1843 in Sankt Petersburg; † 1896 auf Schloss Fall) Stallmeister am Zarenhof ⚭Vera Fürstin Lwow (1848–1924)
    - Grigori Petrowitsch Fürst Wolkowski (* 1870 in Sankt Petersburg; † 1940 in Tallinn) Jägermeister am Zarenhof ⚭ Sophia Gräfin Schuwalow (1877–1917), Tochter des Paul Andrejewitsch Schuwalow
      - Peter Grigorjewitsch  Fürst Wolkonski (* 1897 in Moskau; † 1925 in Paris) ⚭ Irina Rachmaninow (1905–1925)
      - Paul Grigorjewitsch Fürst Wolkonski (* 1898 in Moskau; † 1962 in Chelles) ⚭ Katharina Veber (* 1895; † 1976 in Tallinn)
      - Grigori Grigorjewitsch Fürst Wolkonski (* 1900 auf Schoss Fall; † 1971 in Stockholm)) ⚭ Tamara Baronesse von Rosen (1894–1966)
      - Andrei Grigorjewitsch Fürst Wolkonski (* 1908 in Skoworodkino, Gouvernement Smolensk; † 1986)

    - Alexander  Petrowitsch Fürst Wolkonski (* 1871 in Rom; † 1945 in St. Cloud), russischer Gardeleutnant ⚭ Maria Luginin
      - Peter Fürst Wolkowski (* 1901 in Sankt Petersburg; † 1997 in Saint Cloud)
        - Alexsander Robert Guy Bernard Michel Prinz Wolkowski (* 1929)

      - Georg Aleksandrowitsch Fürst Wolkowski (* 1905)

(Quelle:)

### Schloss Fall

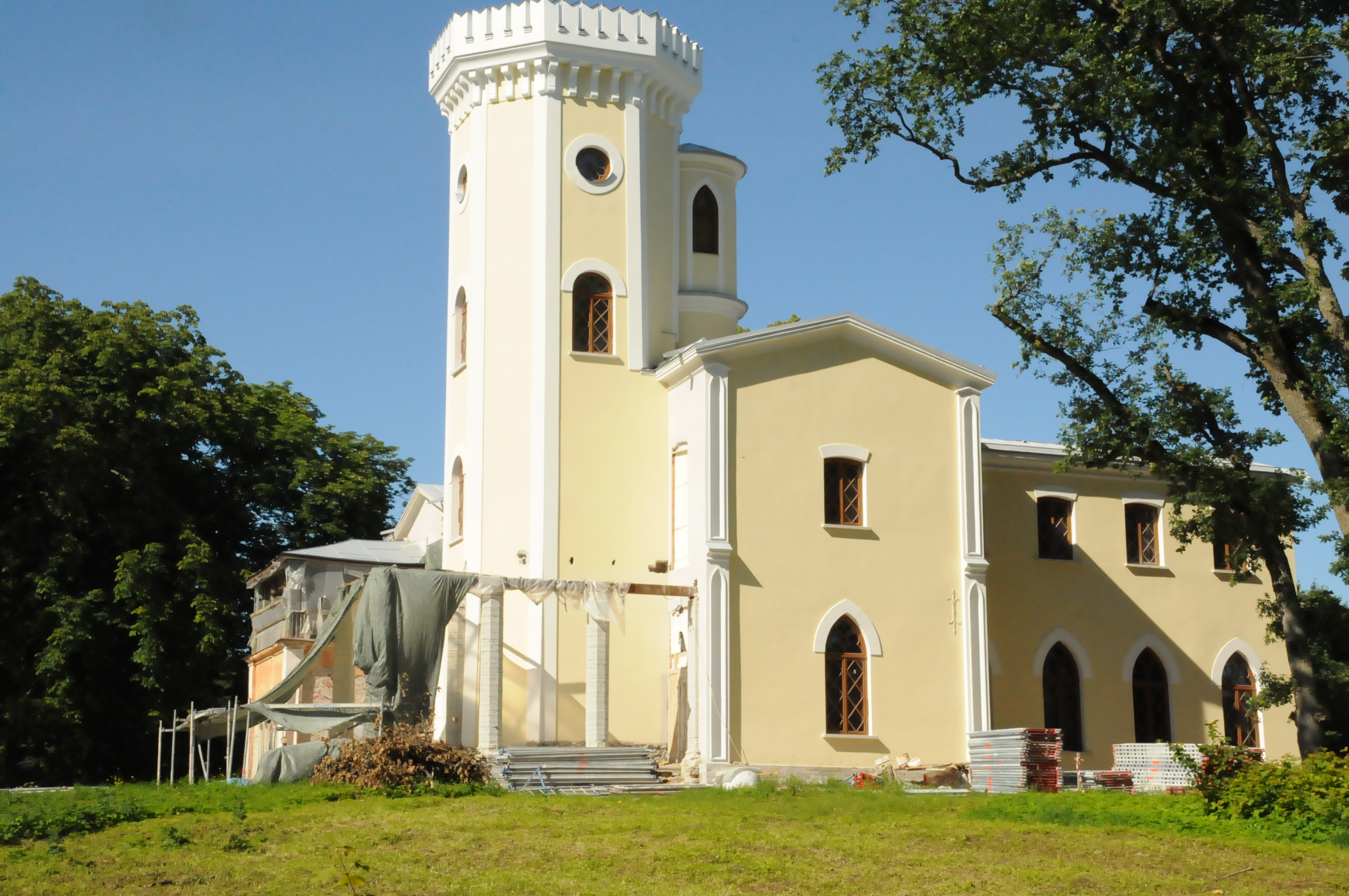
Schloss Fall

Das Schloss Fall (estnisch: Keila-Joa) befindet sich etwa 30 Kilometer von Tallinn, dem früheren Reval. 1555 wurde die dort stehende Mühle mit den zugehörigen Gebieten durch den Ordensmeister Heinrich von Galen (1480–1557) an die Familie Neukirch verliehen. Nach 1641 wechselte der Besitze an die Familien Baade, Wrangell, Tiesenhausen, von Dehn, von Pohlmann und von Berg. Es wurde dann 1827 von Alexander von Benckendorff (1781–1844) gekauft der es an seine Tochter vererbte. Diese war mit Grigori Petrowitsch Fürst Wolkonski verheiratet, der das Schloss bis 1920 behielt. Zar Nikolaus I. und seine Familie besuchten das Schloss mehrere Male. Zu Zeiten der Unabhängigkeit Estlands diente es als Amtssitz des Außenministers und zu Zeiten der Sowjetzeit war es eine Militärunterkunft. „Heute ist das Schloss prachtvoll saniert und beherbergt u. a. ein Museum zur Geschichte von Fall. Das Schloss war das erste Gebäude des Historismus in Estland. Es wurde um 1833 durch den Architekten Andrei Iwanowitsch Stackenschneider im Stil des neogotischen Tudorstils erbaut. Das Schloss ist von einem schönen Park umgeben, der auch den berühmten Keila-Wasserfall enthält. Diesem Wasserfall hat das Schloss seinen deutschen Namen zu verdanken.“. Als Beigüter zum Schloss Fall zählten die Rittergüter Merremois und Käsal.

## Russische Generale im Russischen Kaiserreich aus der Fürstenfamilie Wolkonski
- Alexsander Grigorjewitsch Wolkonski, 1710 Brigadegeneral
- Alexsander Iwanowitsch Wolkonski, 1707 Brigadier, 1708 Generalmajor
- Aleksander Semjonowitsch Wolkonski, 1713 Generalmajor
- Alexsander Sergejewitsch Wolkonski (1750–1811), 1803 Brigadier
- Alexei Nikititsch Wolkonski (1720–1781), 1762 Generalmajor
- Grigori Semjonowitsch Wolkonski († 1721), 1712 Generalmajor
- Grigori Semjonowitsch Wolkonski (1742–1824), 1773 Generalmajor, 1780 Generalleutnant, 1795 General en chef, 1796–1797 und 1801 General der Kavallerie
- Dmitri Alexandrowitsch Wolkonski (1790–1838), Generalmajor 1833
- Dmitri Michailowitsch Wolkonski (1770–1835), Generalmajor 1798, Generalleutnant 1800
- Dmitri Pjotrowitsch Wolkonski (1762–1812), 1796 Brigadier, 1797 Generalmajor, 1798 Generalleutnant
- Michail Alexandrowitsch Wolkonski, 1791 Brigadier
- Michail Wiktorowitsch Wolkonski (1859–1908), Generalmajor 1906
- Michail Dmitrijewitsch Wolkonski (1811–1875), 1856 Generalmajor
- Michail Michailowitsch Wolkonski, 1798 Generalleutnant, 1799 General der Infanterie
- Michail Nikititsch Wolkonski (1713–1788), 1755 Generalmajor, 1759 Generalleutnant, 1762 General en Chef
- Michail Nikolajewitsch Wolkonski, 1791 Brigadier
- Michail Pjotrowitsch Wolkonski (1746–1796), Brigadier 1782
- Michail Pjotrowitsch Wolkonski, 1792 Brigadier
- Nikita Grigorjewitsch Wolkonski (1781–1844), 1813 Generalmajor
- Nikolai Alexsandrowitsch Wolkonski (1757–1834), 1793 Brigadier, 1796 Generalmajor, 1798 Generalleutnant
- Nikolai Nikolajewitsch Wolkonski, 1803 Generalleutnant
- Nikolai Sergejewitsch Wolkonski (1753–1821), 1787 Brigadier, 1789 Generalmajor,
- Pjotr Alexejewitsch Wolkonski (1759–1827), 1790 Brigadier
- Pjotr Grigorjewitsch Wolkonski (1803–1857), 1836 Generalmajor
- Pjotr Michailowitsch Wolkonski  (1776–1852), 1801 Generalmajor, 1801 Generaladjutant, 1813 Generalleutnant, 1813 General der Infanterie, 1850 Generalfeldmarschall
- Semjon Fjodorowitsch Wolkonski (1703–1768), 1749 Generalmajor, 1755 Generalleutnant, 1762 General en Chef
- Sergei Abramowitsch Wolkonski (1748–1788), 1787 Brigadier, 1788 Generalmajor
- Sergei Grigorjewitsch Wolkonski (1788–1865), 1813–1826 Generalmajor
- Sergei Fjodorowitsch Wolkonski  (1715–1784), 1778 Generalmajor

(Quelle:)

## Wappen
Gespalten; rechts in Blau auf grünem Boden der silbergekleidete Erzengel Michael, in seiner Rechten ein flammendes Schwert, in seiner Linken einen goldenen Schild haltend, links in Gold ein goldgekrönter und bewehrter schwarzer Adler mit ausgebreiteten Flügeln, im linken Fang ein langgestieltes gold-gefasstes Kreuz schräggerichtet vor sich haltend; Fürstenkrone und Fürstenmantel.